# Чай Донг Дін
Дун Дін (кит.: 凍頂; піньїнь: Dòng Dǐng; вимовляється [tʊ̂ŋ.tìŋ]), також пишеться Тунг-тін) — чай улун з Тайваню. Донг Дінг перекладається як «Заморожена вершина» або «Крижана вершина», і є назвою гори на Тайвані, де вирощують цей чай. Ці рослини були завезені на Тайвань з гір Уй в китайській провінції Фуцзянь близько 150 років тому.

## Походження
Сорт Цінсінь був привезений з китайського міста Уй на гору Дун Дін близько 150 років тому. За переказами, вчений Лінг Фонг Чі, навчаючись у Фуцзяні, привіз чайні рослини на полонину як сувеніри для своїх родичів. Кліматичні умови на Дун Дін, включаючи сонячні дні й туманні полудні, виявилися ідеальними для вирощування чаю, що сприяло швидкій популярності цього сорту на Тайвані.
Подібно до чаю Дарджилінг або Пуер, назва Дун Дін спочатку означала, що цей чай вирощують лише на однойменній горі. Однак, коли популярність цього чаю поширилася, виробники почали вирощувати його в інших частинах Тайваню, зберігаючи при цьому стиль обробки, характерний для Дун Дін. Тому зараз можна знайти чай Дун Дін, який не походить з гори Дун Дін. Важливо звертати увагу на етикетки на упаковці, щоб дізнатися, де був вирощений чай.

### Смакові якості
Цей традиційний улюбленець відомий своїм середнім рівнем окислення, що забезпечує ідеальний баланс між яскравою свіжістю зеленого чаю і глибокими тонами чорного. Його смаковий профіль характеризується квітковими нотками, кремовою текстурою і довгим, солодким післясмаком.

## Користь для здоров'я
Користь чаю улун для здоров'я добре відома, і Дун Дін не є винятком. Цей чай багатий на антиоксиданти, а висока концентрація поліфенолів, що містяться в ньому, активує фермент, який розчиняє жири. Це робить Донг Дін потужним засобом для схуднення.

## Спосіб заварювання
Чай Дун Дін Улун найкраще заварювати в стилі гунфу, використовуючи невеликий 4-6-унційний чайник або гайвань. Це дозволяє розкрити його багаті аромати й смаки завдяки багаторазовому заварюванню.
Процедура заварювання складається з кількох етапів:
1. Приготування: Наповніть чайник чайним листом приблизно на третину.
2. Заварювання: Залийте листя гарячою водою для попереднього промивання і злийте воду.
3. Основне заварювання: Наповніть чайник гарячою водою і дайте чаю настоятися від 45 секунд до 1 хвилини. З кожним наступним заварюванням збільшуйте час настоювання на 15-30 секунд.

Чай Дун Дін Улун можна заварювати не менше 6 разів, якщо використовувати маленький чайник або гайван. Для великих чайників (16 унцій або більше) можливість повторного заварювання зазвичай зменшується.

## Літератури
1. «Babelcarp». babelcarp.org. Retrieved 2016-01-06.
2. Mike Heneberry The Little Black Book of Tea: The Essential Guide to All Things Tea 1441300376 «Taiwan's Tung Ting tea, a variant of Pouchong, is among the island's most popular oolongs.»
3. «What is Dong Ding Oolong». Té Company. 2021-10-03. Retrieved 2024-07-29.
4. «Taiwanese Tea: In-Depth Exploration». Tea Jewel. 2023-11-15. Retrieved 2024-07-29.
5. Company, Fig Leaf Coffee. «Dong Ding Oolong — Loose Leaf». Fig Leaf Coffee Company. Retrieved 2024-07-29.
6. «Dong Ding Oolong Tea2 oz». The Fragrant Leaf. Retrieved 2024-07-29.